# Jan Eriksson (Eishockeyspieler)
Jan Holger Eriksson (* 14. Januar 1958 in Kramfors) ist ein ehemaliger schwedischer Eishockeyspieler.

## Karriere
Jan Eriksson begann seine Karriere als Eishockeyspieler bei MoDo AIK, für dessen Profimannschaft er von 1976 bis 1982 in der Elitserien, der höchsten schwedischen Spielklasse, aktiv war. Mit MoDO gewann er in der Saison 1978/79 den nationalen Meistertitel. Zur Saison 1982/83 wechselte der Verteidiger innerhalb der Elitserien zum amtierenden Meister AIK Solna. Dort blieb er während der Meistersaison 1983/84 ohne einen einzigen Einsatz. Mit AIK stieg er in der Saison 1985/86 in die zweitklassige Division 1 ab, aus der er mit seiner Mannschaft in der folgenden Spielzeit den direkten Wiederaufstieg in die Elitserien erreichte. Zuletzt lief der Schwede von 1988 bis 1990 für den Elitserien-Teilnehmer Västerås IK auf, ehe er seine Karriere im Alter von 32 Jahren beendete. 

### International
Für Schweden nahm Eriksson an der U20-Junioren-Weltmeisterschaft 1978 sowie den Olympischen Winterspielen 1980 in Lake Placid teil. Bei U20-WM gewann er mit seiner Mannschaft die Silber-, bei den Winterspielen die Bronzemedaille. 

## Erfolge und Auszeichnungen
- 1979 Schwedischer Meister mit MoDo AIK
- 1987 Aufstieg in die Elitserien mit AIK Solna

### International
- 1978 Silbermedaille bei der U20-Junioren-Weltmeisterschaft
- 1980 Bronzemedaille bei den Olympischen Winterspielen